# Руис, Хуан
Хуа́н Руи́с, Архипресвитер Итский (исп. Juan Ruiz, Arcipreste de Hita; около 1283[…], Алькала-де-Энарес — около 1350[…]) — испанский поэт XIV века и священник. Между 1337 и 1350 годами был по велению архиепископа Толедского заключён в тюрьму и, вероятно, во время этого заточения написал свои «Poesías», которые он сам называет «Libro de buen amor», то есть «Книга благой любви». Это произведение заключает в себе около семи тысячи стихов, разделённых на четырёхстишия.
Поэма начинается молитвой к Богу; затем следует пролог в прозе, в котором автор стремится выяснить нравственное направление своих поэм. Сами поэмы, весьма разнообразные по содержанию, но искусно связанные одна с другой, состоят из ряда рассказов, заключающих в себе черты из жизни самого автора (главным образом — любовные приключения) и переплетающихся с аллегориями, апологами, баснями и т.д., которые, впрочем, служат лишь покровом для действительных фактов. Одним из главных действующих лиц поэм является поверенная и посредница во всех любовных интригах автора, по имени Уррака; этот тип весьма часто встречается впоследствии в испанских драмах.
Поэзия Руиса отличается естественностью и живостью тона; в ней преобладает сатирический дух с примесью добродушного юмора; автор указывает на испорченность римского двора, на вредное влияние денег. В некоторых местах поэзия Руиса полна величия и нежности, напр. в стихотворении «О смерти»; иногда его стихи проникнуты духом истинно католической набожности, например, в гимнах Богородице. Повествовательные части поэм изложены 14-сложными александрийскими строфами, а остальные — не менее, чем 18 различными размерами; таким образом, сочинение Руиса даёт настоящее собрание образцов древнеиспанской ритмики.
«Poesías» Руиса впервые были изданы Санчесом, в «Colección de poesías castellanas anteriores al siglo XV» (т. 4, Мадрид, 1790; издание неполное), затем вновь напечатаны Охоа (Париж, 1842) и в «Biblioteca de autores españoles» (т. 57, Мадрид, 1864).

## Публикации текстов
- 1978 — «Бычья шкура». Испанская поэзия в переводах Михаила Донского. Худож. А. Гасников. Л., «Художественная литература», 152 с. — Четверостишья из «Книги благой любви».
- Руис Х. Книга благой любви / Перевод М. А. Донского ; издание подготовили М. А. Донской, З. И. Плавскин ; ответственный редактор З. И. Плавскин. — Л. : Наука (ленинградское отделение), 1991. — 416 с. — (Литературные памятники / Академия наук СССР ; председатель редколлегии Д. С. Лихачёв). — 50 000 экз. — ISBN 5-02-027956-9.